# Elizabeth Monroeová
Elizabeth Kortrightová Monroeová (30. června 1768, New York – 23. září 1830, Richmond, Virginie) byla manželkou 5. amerického prezidenta Jamese Monroea a 5. první dámou USA.